# وسام الضمان الاجتماعي
وسام الضمان الاجتماعي صدر بموجب القانون 39 في 22 مارس، 1971. يعطى لكل من يرشحه مجلس الإدارة ويوافق عليه الوزير لنيل المكافأة أو الوسام من الموظفين العموميين أو الأفراد الذين اسهموا مساهمات إيجابية كبرى مالية أو فنية أو ثقافية في مشاريع الخدمات الاجتماعية العامة للطبعة العاملة. يُمنح بمرسوم جمهوري. وقد صمم محمد غني حكمت هذا الوسام، مثلما هو مُبين من نقش اسمه على الوسام.